# Maryse Charles
Pour les articles homonymes, voir Charles.
Maryse Charles, née Maryse Nouwens le 19 avril 1952, est une scénariste de bande dessinée belge. Elle signe ses premiers scénarios du nom de Nouwens, puis adopte le pseudonyme de Ruellan.

## Biographie
Maryse Nouwens naît le 19 avril 1952. Ses parents sont originaires de Gouy-lez-Piéton. Pendant ses humanités à Charleroi, elle fait la connaissance de  Jean-François Charles. Avec l'illustrateur Frédéric Bihel, les scénaristes Jean-François Charles et Maryse Charles publient la série Africa Dreams, qui « porte sur l'histoire du Congo belge » et dont les quatre tomes paraissent entre 2010 et 2016. Ce récit « dessine sa face sombre » des actions de Léopold II au Congo belge.
Elle écrit Au cœur du désert, toujours en collaboration avec son époux qui en réalise aussi la partie graphique. Cet ouvrage est une adaptation libre sous la forme d’un western d’Au cœur des ténèbres de Joseph Conrad dont le tirage est de 20 000 exemplaires par les éditions Le Lombard en 2025. 

## Œuvre

### Sous la signature de Maryse Charles
- Les Pionniers du Nouveau Monde, co-scénario de Jean-François Charles :
- 8. Petit homme, Glénat, coll. « Vécu », Grenoble, novembre 1995
Scénario : Jean-François Charles et Maryse Charles - Dessin : Ersel - Couleurs : Francine Savoia, Bertrand Denoulet -  (ISBN 2-7234-2051-5)
- 9. La Rivière en flammes, Glénat, coll. « Vécu », Grenoble, octobre 1996
Scénario : Jean-François Charles et Maryse Charles - Dessin : Ersel - Couleurs : Bertrand Denoulet -  (ISBN 2-7234-2219-4)
- 10. Comme le souffle d'un bison en hiver, Glénat, coll. « Vécu », Grenoble, septembre 1997
Scénario : Jean-François Charles et Maryse Charles - Dessin : Ersel - Couleurs : Bertrand Denoulet -  (ISBN 2-7234-2373-5)
- 11. Le Piège de La Rochelle, Glénat, coll. « Vécu », Grenoble, septembre 1998
Scénario : Jean-François Charles et Maryse Charles - Dessin : Ersel - Couleurs : Bertrand Denoulet -  (ISBN 2-7234-2684-X)
- 12. Le Murmure des grands arbres, Glénat, coll. « Vécu », Grenoble, octobre 1999
Scénario : Jean-François Charles et Maryse Charles - Dessin : Ersel - Couleurs : Bertrand Denoulet -  (ISBN 2-7234-3067-7)
- 13. Les Chemins croches[14], Glénat, coll. « Vécu », Grenoble, février 2001
Scénario : Jean-François Charles et Maryse Charles - Dessin : Ersel - Couleurs : Bertrand Denoulet -  (ISBN 2-7234-3421-4)
- 14. Bayou Chaouïs, Glénat, coll. « Vécu », Grenoble, mars 2003
Scénario : Jean-François Charles et Maryse Charles - Dessin : Ersel - Couleurs : Bertrand Denoulet -  (ISBN 2-7234-4043-5)
- 15. Le Choix de Crimbel[15], Glénat, coll. « Vécu », Grenoble, novembre 2005
Scénario : Jean-François Charles et Maryse Charles - Dessin : Ersel - Couleurs : Marie-Noëlle Bastin -  (ISBN 2-7234-4682-4)
- 16. La Vallée Bleue[16], Glénat, coll. « Vécu », Grenoble, novembre 2006
Scénario : Jean-François Charles et Maryse Charles - Dessin et couleurs : Ersel -  (ISBN 2-7234-5413-4)
- 17. Le Pays des Illinois, Glénat, coll. « Vécu », Grenoble, 14 octobre 2009
Scénario : Jean-François Charles et Maryse Charles - Dessin : Ersel - Couleurs : Arhab -  (ISBN 978-2-7234-6395-9)
- 18. Le Grand Rendez-vous, Glénat, coll. « Vécu », Grenoble, 26 octobre 2011
Scénario : Jean-François Charles et Maryse Charles - Dessin : Ersel - Couleurs : Kattrin -  (ISBN 978-2-7234-7773-4)
- 19. Les Insurgés[17], Glénat, coll. « Vécu », Grenoble, 19 juin 2013
Scénario : Jean-François Charles et Maryse Charles - Dessin : Ersel - Couleurs : Bertrand Denoulet -  (ISBN 978-2-7234-9082-5)
- 20. Nuit de loups, Glénat, coll. « Vécu », Grenoble, 16 décembre 2015
Scénario : Jean-François Charles et Maryse Charles - Dessin : Ersel - Couleurs : Bertrand Denoulet -  (ISBN 978-2-7234-9967-5)
- 21. Fort Michilimackinac, Glénat, coll. « Vécu », Grenoble, 11 mars 2020
Scénario : Jean-François Charles et Maryse Charles - Dessin : Ersel - Couleurs : Bertrand Denoulet -  (ISBN 978-2-344-02963-3)
- 22. Jours d'orage[18], Glénat, coll. « Vécu », Grenoble, 14 février 2024
Scénario : Jean-François Charles et Maryse Charles - Dessin : Ersel - Couleurs : Bertrand Denoulet -  (ISBN 978-2-344-04302-8)
- 23. Les Révoltés du Mississippi[19],[20], Glénat, coll. « Vécu », Grenoble, 18 juin 2025
Scénario : Jean-François Charles et Maryse Charles - Dessin : Ersel - Couleurs : Bertrand Denoulet -  (ISBN 978-2-344-06534-1)
- India Dreams, dessins de Jean-François Charles :
- 1. Les Chemins de brume[21],[22], Casterman, Bruxelles, janvier 2002
Scénario : Maryse et Jean-François Charles - Dessin et couleurs : Jean-François Charles -  (ISBN 2-203-38989-3)
- 2. Quand revient la mousson[23], Casterman, coll. « Ligne rouge », Bruxelles, mai 2003
Scénario : Maryse Charles - Dessin et couleurs : Jean-François Charles -  (ISBN 2-203-39015-8)
- 3. À l'ombre des bougainvillées[24], Casterman, coll. « Ligne rouge », Bruxelles, 8 octobre 2004
Scénario : Maryse Charles - Dessin et couleurs : Jean-François Charles -  (ISBN 2-203-39219-3)
- 4. Il n’y a rien à Darjeeling[25],[26], Casterman, coll. « Ligne rouge », Bruxelles, 21 septembre 2005
Scénario : Maryse Charles - Dessin et couleurs : Jean-François Charles -  (ISBN 2-203-39235-5)

1. Trois Femmes, coll. « Ligne rouge », 2005  (ISBN 9782203392380).

- 6. D’un monde à l’autre[27],[28], Casterman, Bruxelles, 3 novembre 2010
Scénario : Maryse et Jean-François Charles - Dessin et couleurs : Jean-François Charles -  (ISBN 978-2-203-03152-4)
- 7. Taj Mahal[29], Casterman, Bruxelles, 29 août 2012
Scénario : Maryse et Jean-François Charles - Dessin et couleurs : Jean-François Charles -  (ISBN 978-2-203-03804-2)
- 8. Le Souffle de Kali[30],[31], Casterman, Bruxelles, 20 novembre 2013
Scénario : Maryse et Jean-François Charles - Dessin et couleurs : Jean-François Charles -  (ISBN 978-2-203-06370-9)
- 9. Le Regard du vieux singe[32],[33],[34], Casterman, Bruxelles, 2 novembre 2016
Scénario : Maryse et Jean-François Charles - Dessin et couleurs : Jean-François Charles -  (ISBN 978-2-203-08713-2)

1. Le Joyau de la Couronne  (2 novembre 2016)  (ISBN 978-2-203-09822-0).

- À propos de India Dreams, Casterman, 2004. Hors série.

- Les Grands Bâtisseurs du Sagamore, coscénario et dessins de Jean-François Charles, Glénat, 2008  (ISBN 978-2-7234-5497-1).

### Sous la signature commune Charles
- Au cœur du désert[61],[62],[63],[64],[65], Le Lombard, coll. « Signé », Bruxelles, 14 mars 2025
Scénario : Charles - Dessin et couleurs : Jean-François Charles -  (ISBN 978-2-8082-1159-8)

### Artbooks
- Faunes - Contes grivois et autres diableries[66],[67],[68], Kennes Éditions, Gerpinnes, 10 novembre 2021
Scénario : Maryse Charles - Dessin et couleurs : Jean-François Charles -  (ISBN 978-2-380-75574-9)

## Prix et récompenses
- 1999 :  grand prix du Festival international de la bande dessinée de Durbuy[69] avec Ersel pour Eillen ;
- 2002 :  prix coup de cœur[70] décerné lors des 12e rencontres de bandes dessinées de Marly pour Claymore ;
- 2005 :  prix Saint-Michel du meilleur album francophone pour À l'ombre des bougainvilliers (India Dreams, t. 3), avec Jean-François Charles ;
- 2012 :  Grand prix Diagonale - Le Soir, avec Jean-François Charles, pour l'ensemble de leur œuvre[71] ;
- 2015 :  prix pour l’ensemble d’une œuvre, décerné par le Festival international de la bande dessinée de Chambéry[72], partagé avec Jean-François Charles.

#### Livres
: document utilisé comme source pour la rédaction de cet article.
- Jacques Fiérain, « Charles, Maryse », dans La BD dans la province du Hainaut, Charleroi, Éd. l'Âge d'or, septembre 2006, 96 p., ill. ; 31 cm (ISBN 9782960046458 et 2960046455, OCLC 469651838, présentation en ligne), p. 10. .

#### Périodiques
- Maryse Charles (interviewée), Jean-François Charles (interviewé) et Frédéric Bosser, « Maryse et Jean-François Charles : abécédaire », dBD, no 22,‎ avril 2008, p. 68-81.
- Jean-François et Maryse Charles (interviewés par Philippe Peter), « Nouveau Cycle - India  Dreams : À la croisée de deux mondes », dBD, no 66,‎ septembre 2012, p. 40-43 (ISSN 1951-4050).
- Jean-François et Maryse Charles (interviewés par Thierry Wagner), « Carnet : Faunes et usage de faunes - Entretien avec Jean-François Charles et Maryse Charles », Casemate, no 152,‎ décembre 2021, p. 92-95 (ISSN 1964-504X).

#### Articles
- Maryse et Jean-François Charles (interviewés par Charles-Louis Detournay), « Maryse et JF Charles : « Nous abordons en bande dessinée des sujets difficiles à évoquer aujourd’hui. » », ActuaBD,‎ 16 décembre 2023 (lire en ligne, consulté le 4 février 2024).
- Maryse et Jean-François Charles (interviewés par Jean-Sébastien Chabannes), « Interviews : Jean-François Charles ("Fox / India Dreams / China Li") : « J’aime beaucoup dessiner les personnages féminins » », ActuaBD,‎ 11 mai 2024 (lire en ligne, consulté le 22 mai 2024).